# Howling Bells
Howling Bells est un groupe de rock indépendant australien, originaire de Sydney. Il est basé en Angleterre, et formé principalement d'anciens membres de Waikiki. Le style musical s'apparente plutôt au folk rock et rock indépendant. Le premier témoignage musical du groupe s'intitule Howling Bells, sorti le 8 mai 2006 sur le label Bella Union.
À la suite de la parution de son premier album en mai 2006, Howling Bells joue aux 2006 EMI Awards à l'Astoria de Londres. Ils ont ensuite participé à de nombreux festivals estivaux dont ceux de Reading, Leeds et La Route du Rock de Saint-Malo. En automne, le groupe s'est embarqué pour une tournée britannique puis européenne. Ils ont aussi fait beaucoup de premières parties du groupe Placebo.

## Biographie

### Formation
En 1999, Glenn Moule, Joel Stein, et Juanita Stein forment le groupe de pop rock Waikiki,. Ils tournent à l'Est du pays comme trio et publient un EP, Presents, en 2000,. En 2002, accompagné d'un guitariste rythmique, ils sortent l'album au top 50, I'm Already Home,. Avec quatre membres, le groupe tourne en Australie et en Nouvelle-Zélande,. Peu après, Brendan Picchio se joint à Waikiki comme bassiste, et Juanita passe à la guitare rythmique,. Le groupe se retrouve insatisfait des morceaux, et les membres décident d'emprunter une nouvelle direction musicale,,,. En 2004, le groupe change son nom pour Howling Bells, et ses membres décident alors de passer au rock indépendant,.
De nouvelles démos sont envoyées au producteur britannique Ken Nelson (Coldplay, Gomez),. Les membres le considéraient comme un producteur insaisissable, qui répondra pourtant favorablement. Après avoir reçu sa réponse, le groupe se délocalise à Londres,. Durant cette période, Nelson joue avec Coldplay. Pendant huit à dix mois, le groupe vit des conditions insalubres dans une chambre de maison à Londres,.

### Howling Bells(2005–2008)

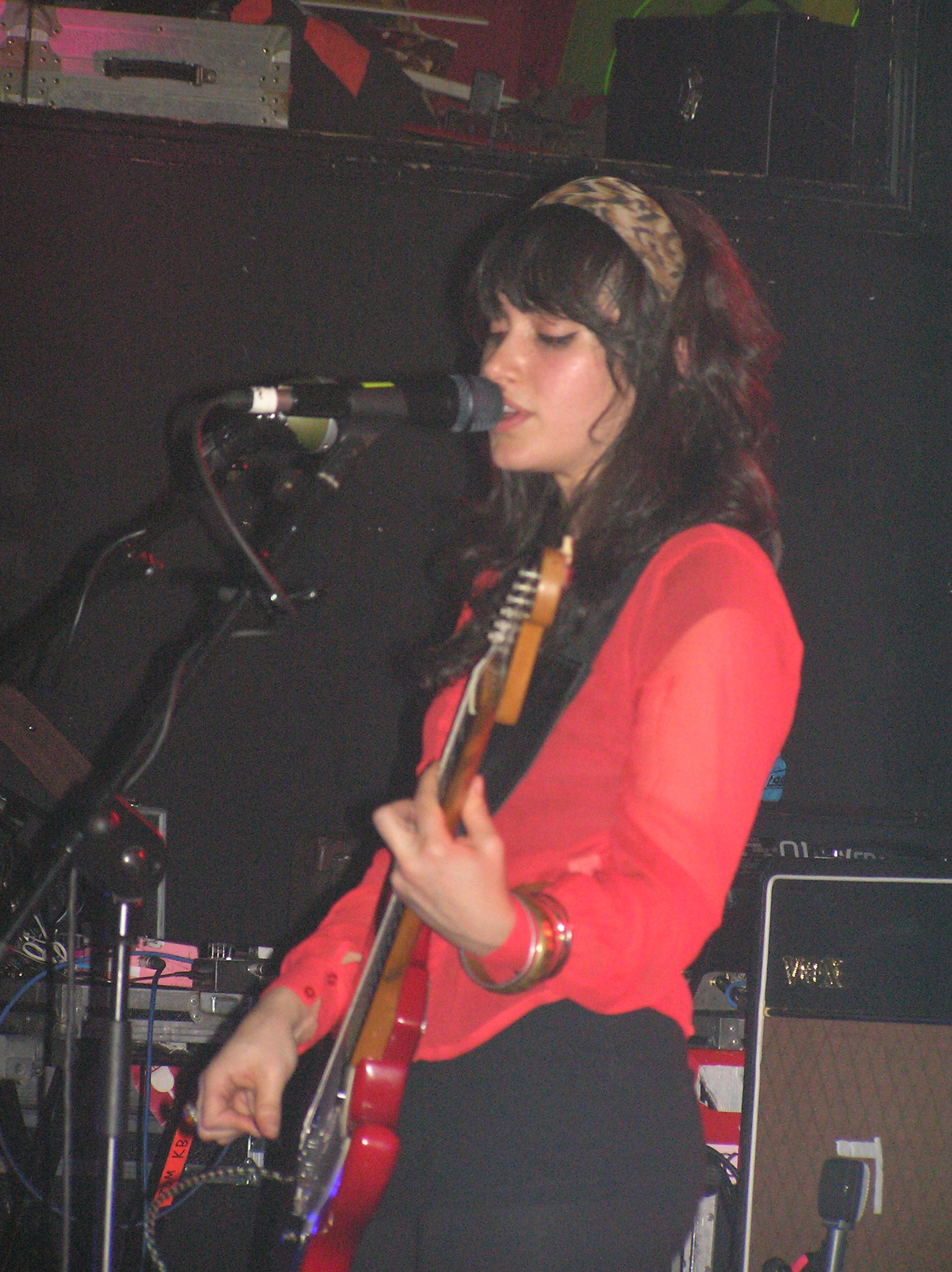
Juanita Stein, à Portsmouth, en 2006.

Howling Bells attend pendant près d'un an que Nelson termine l'album X&Y de Coldplay's. Frustré par une attente qui n'en finit pas, ils prennent la décision de revenir en Australie,. Cependant, au début de 2005, Nelson réussit à se libérer, et le groupe enregistre son premier album aux Parr Street Studios, de Liverpool. Howling Bells présente un son moins pop que celui de Waikiki,. Le délai d'attente et le froid britannique glacial a clairement changé le ton de leur musique,.
En juillet 2005, le groupe se retrouve toujours sans label. Howling Bells tourne pendant dix mois avant la sortie de l'album. Ils jouent occasionnellement dans des clubs en Australie et en Amérique du Nord, et tournent en Europe avec Editors,,. Le groupe joue régulièrement dans les clubs britanniques avec notamment The Young Knives et Hank and Lily,. Howling Bells joue aussi le Camden Crawl et le NME New Music Tour,.
L'album est publié en mai 2006 au Royaume-Uni au label Bella Union et en juillet en Australie chez Liberation Music,. Il est bien accueilli et reçoit une note parfaite de 5 sur 5 par musicOMH. Le NME lui attribue une note de 9 sur 10. Howling Bells atteint le top 100 de l'UK Albums Chart et le top 50 de l'Australian Albums Chart,,,. Il apparait dans plusieurs listes de fin d'année de différentes publications,. Dans son édition du 22 mars 2007, Rolling Stone nomme Howling Bells l'un des trois groupes à surveiller.
Howling Bells passe les deux prochaines années à tourner en Europe, en Australie, et aux US. Ils jouent aux NME Awards. Ils jouent aussi dans plusieurs festivals pendant l'été 2006 et 2007, comme les Reading and Leeds et Latitude Festival,. Ils jouent en soutien à Placebo en Europe et en Australie, et aux Futureheads au Royaume-Uni. Ils jouent aussi avec Mercury Rev, Snow Patrol, et The Killers à travers différents continents,.

### Radio Wars(2008–2009)

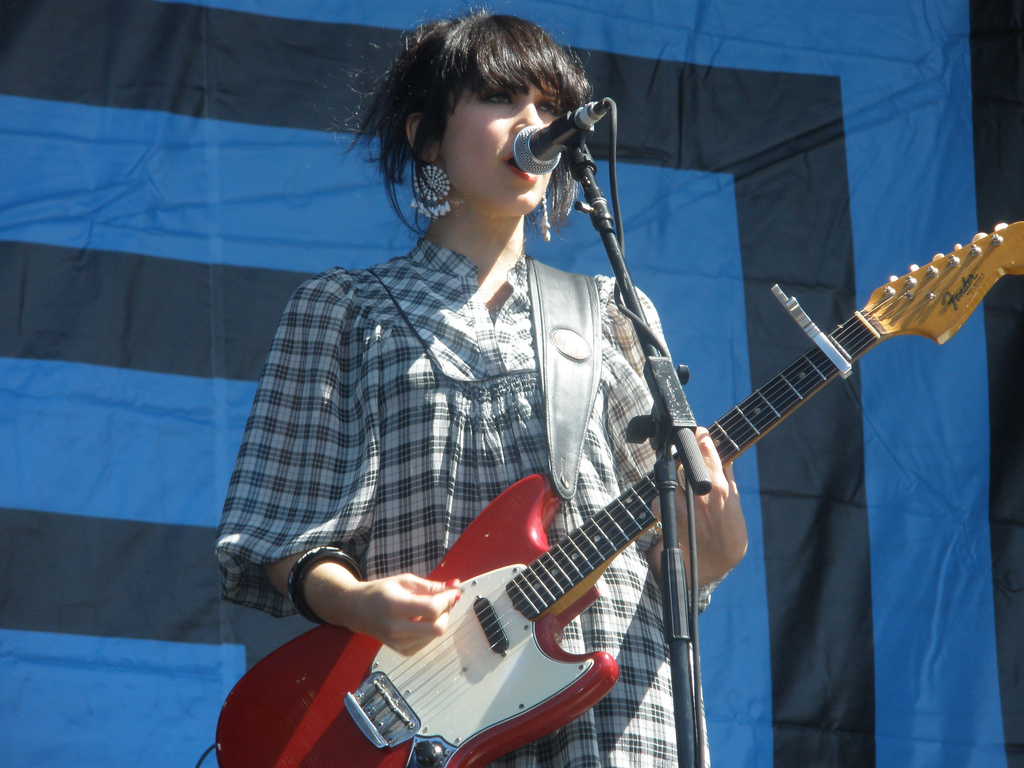
Juanita Stein, au V Festival de Sydney, en 2009.

Howling Bells se sépare de Bella Union et signe, en 2008, un contrat avec le label Independiente,. Le groupe travaille avec le producteur et ingénieur-son Dan Grech-Marguerat (Radiohead, Paul McCartney) et enregistre un nouvel album, Radio Wars, dans différents studios,. À cette période, les membres trouvent difficile le temps qu'ils passent avec leur nouveau producteur. Cependant, avec le temps, ils se satisferont du résultat en expliquant avoir gagné de l'expérience grâce à lui.
Radio Wars est publié en mars 2009 au Royaume-Uni, et apparait dans d'autres pays par la suite,. L'album signale un changement de direction musicale. Elle devient plus légère, accessible, et bien plus inspirée par le clavier,. De ce fait, les critiques sont assez mitigées. BBC Music explique qu'« une seconde chance aurait été inutile. » Gigwise le considère comme « un album de germes d'idées pré-mâchées ». Du côté positif des critiques, ABC le décrit de « rock hymnotique, edgy, rythmé du meilleur possible. » Il atteint le top 30 en Australie et le top 50 au Royaume-Uni,.
Howling Bells tournent en tête d'affiche en avril 2009, en soutien à The Joy Formidable et Chew Lips. Ils jouent au V Festival en Australie en avril et sont invités à jouer avec Coldplay en mai et juin en Amérique du Nord,. Le groupe joue plusieurs festivals en Europe, dont le Hop Farm Festival, Hard Rock Calling, et Pukkelpop,. Ils jouent avec Coldplay pendant trois nuits européennes en août et septembre. Le groupe revient en Australie pour écrire son troisième album et toorner en décembre,. Howling Bells est félicité par d'autres groupes avec lesquels ils ont joué. Chris Martin de Coldplay conseille son public le téléchargement du morceau Nightingale des Howling Bells. En juillet, Gary Lightbody de Snow Patrol les nomment « meilleur groupe de l'année » sur Q.
Juanita prend la décision de développer son personnage scénique en 2008 et 2009. Elle devient plus confiante, animée, et intéragit bien plus avec le public et évolue dans son style personnel et physique. En mars 2009, Gigwise la proclame « femme la plus sexy du rock ». Elle est aussi placé dans le top dix de la liste du « Top femme de 2009 » par le magazine Clash.

### The Loudest Engine(2010–2012)
Howling Bells commence à écrire The Loudest Engine à la mi–2009, et espère sortir l'album d'ici 2010, ce qui ne se réalisera pas,. 

## Membres
- Glenn Moule - batterie)
- Gary Daines (Brendan Picchio jusqu'en 2014) - basse
- Joel Stein - guitare, chant
- Juanita Stein - chant, guitare

## Albums studio
- 2006 : Howling Bells (sortie le 8 mai 2006)
- 2009 : Radio Wars (sortie le 3 mars 2009)
- 2011 : Loudest Engine (sortie le 12 septembre 2011)
- 2014 : Heartstrings (sortie le 2 juin 2014)

## Singles
- Blessed Night
- Low Happening
- Setting Sun
- Into The Chaos